# Liste der jüdischen Friedhöfe im Rhein-Erft-Kreis
Im Rhein-Erft-Kreis in Nordrhein-Westfalen gibt oder gab es 27 jüdische Friedhöfe. Auf keinem der Friedhöfe wird mehr bestattet.

## Bedburg

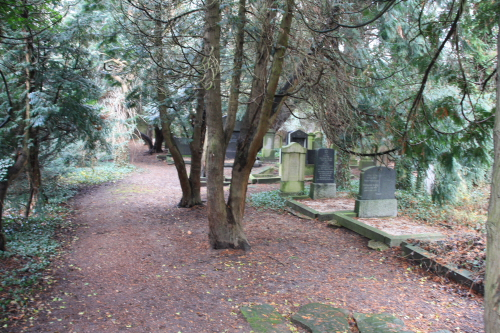
Neuer Friedhof Bedburg

- Bedburg, Alter Friedhof
- Bedburg, Neuer Friedhof
- Kaster

## Bergheim

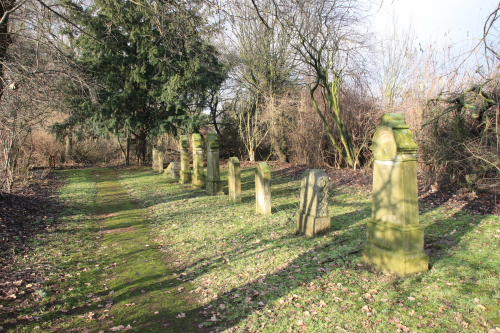
Friedhof Paffendorf

- Bergheim
- Fliesteden
- Glesch
- Paffendorf
- Niederaußem
- Glessen

## Brühl
- Brühl

## Elsdorf

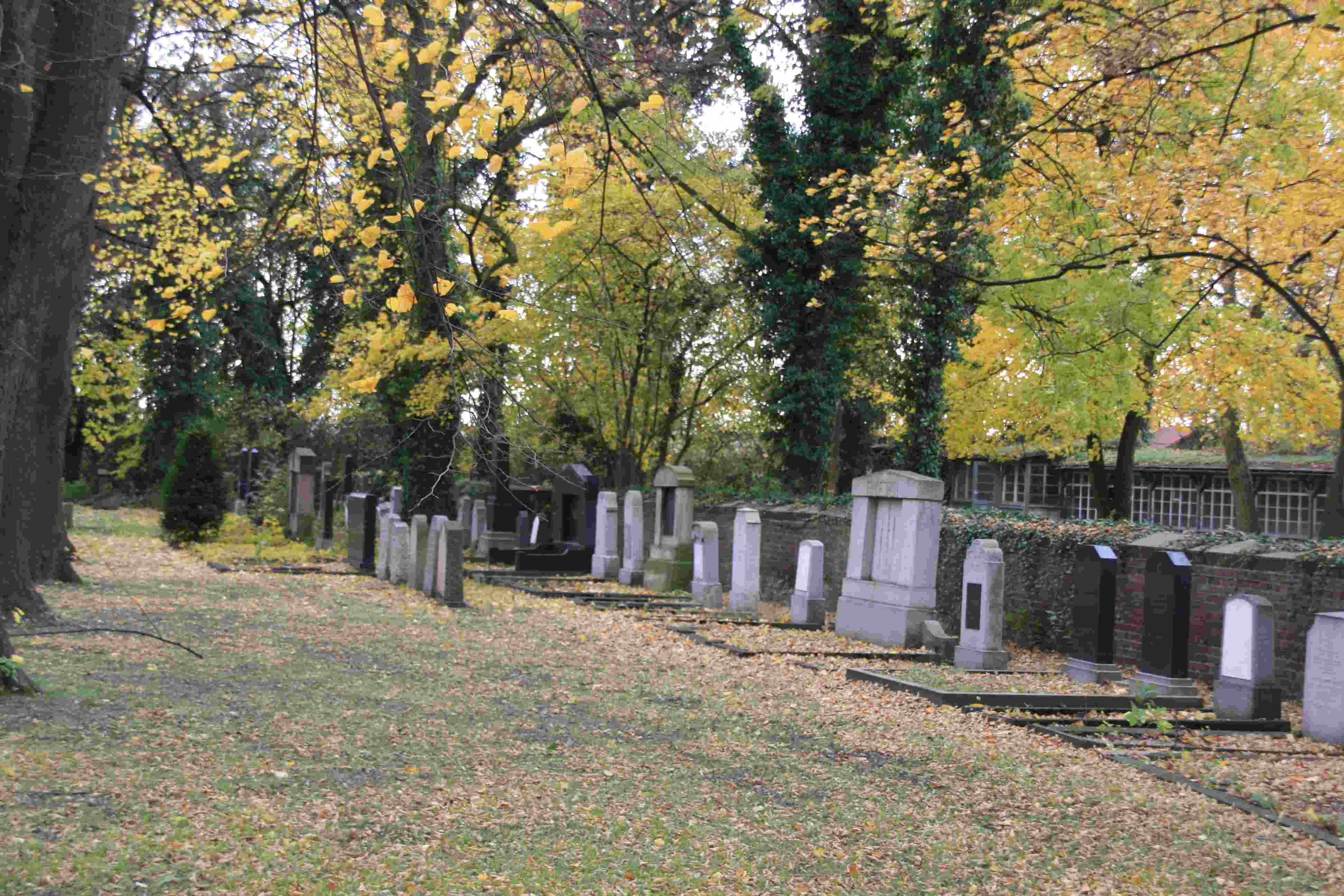
Friedhof Elsdorf

- Niederembt
- Elsdorf

## Erftstadt

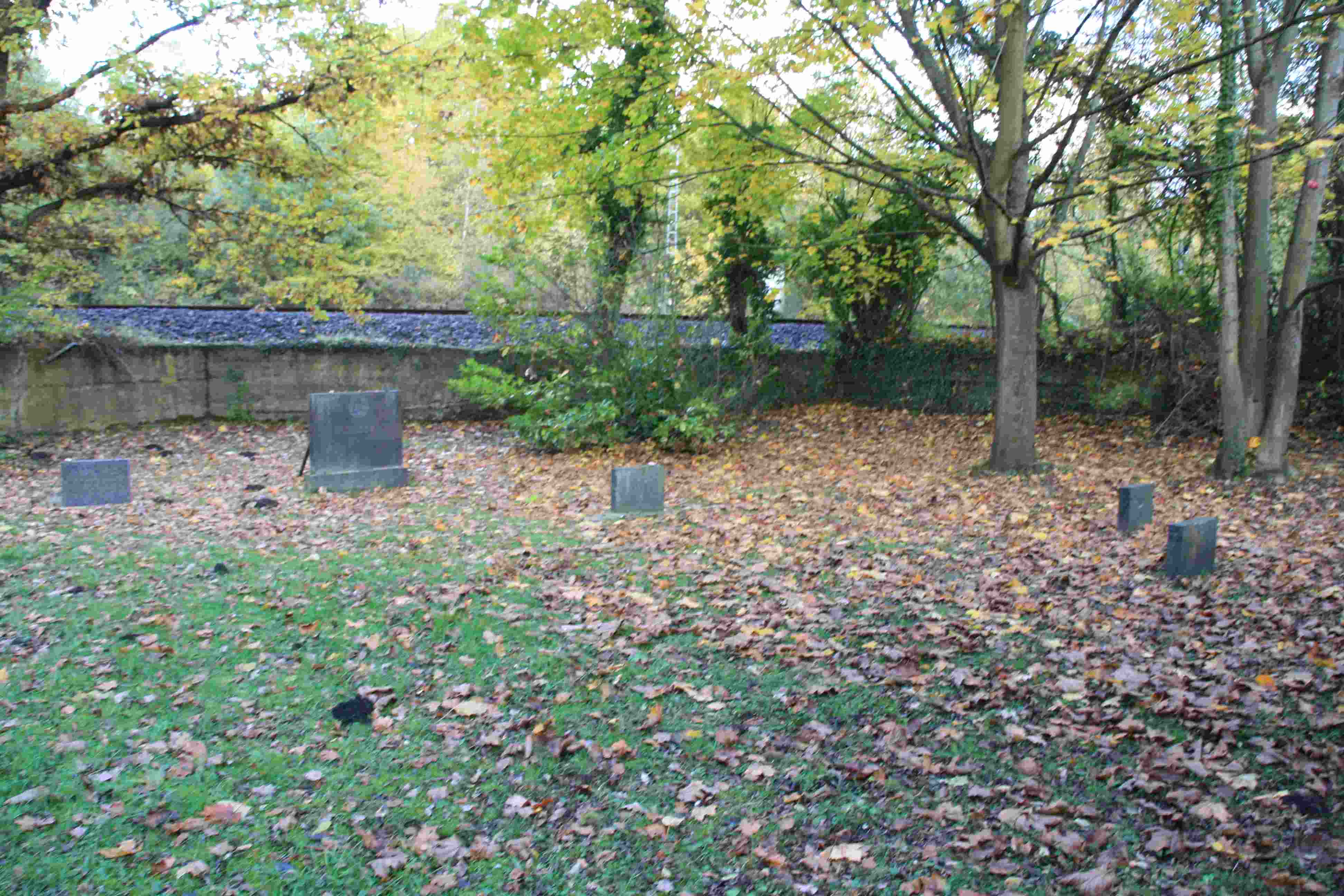
Friedhof Liblar

- Dirmerzheim
- Friesheim
- Erp
- Gymnich
- Lechenich (alter)
- Lechenich (neuer)
- Liblar

## Frechen
- Frechen

## Hürth
- Jüdischer Friedhof (Hürth)

## Kerpen

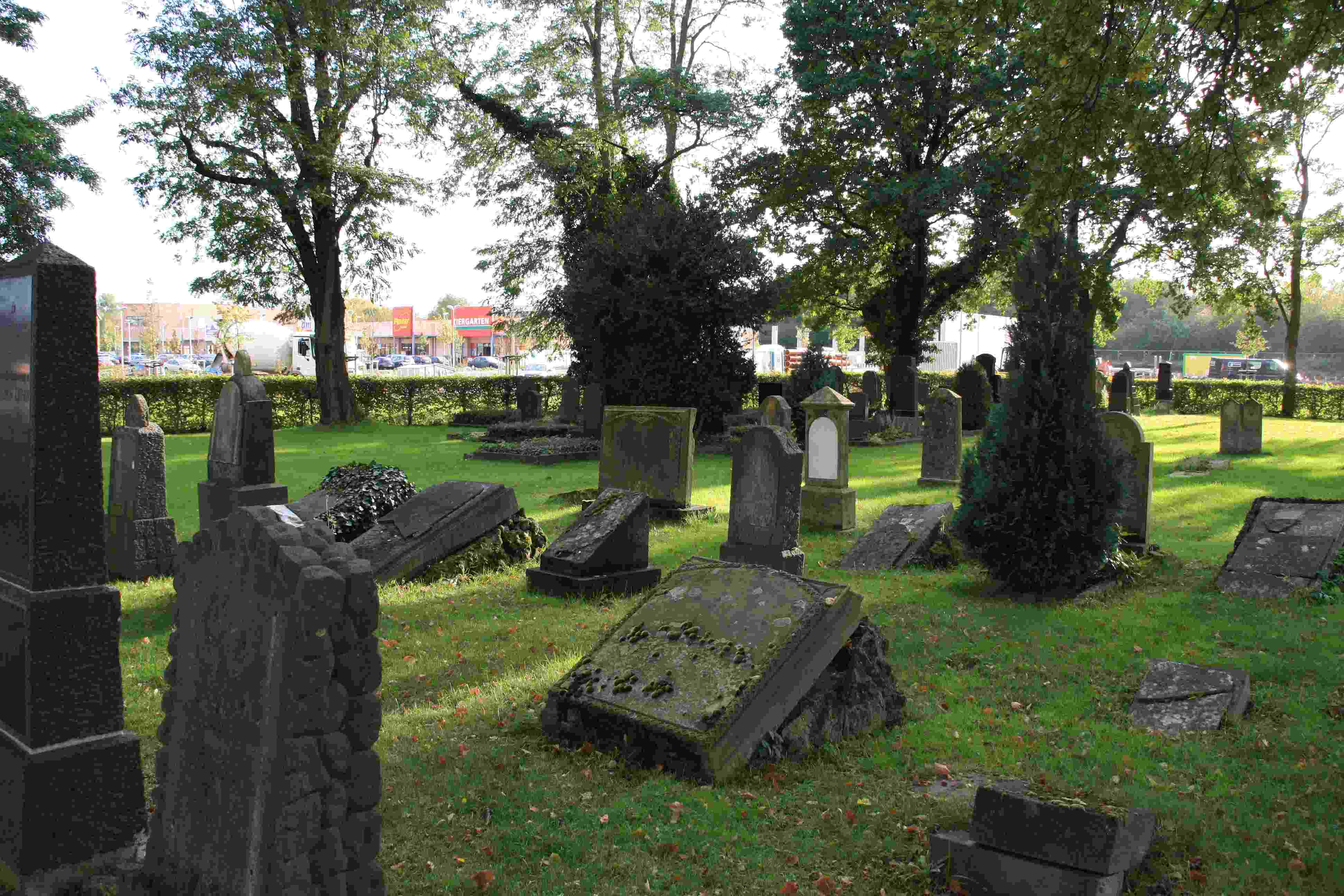
Friedhof Kerpen

- Kerpen
- Sindorf
- Brüggen

## Pulheim
- Stommeln

## Wesseling
- Wesseling